# Musée cantonal de zoologie de Lausanne
Le musée cantonal de zoologie de Lausanne a fusionné et est devenu dès le 1er janvier 2023 un département du Naturéum, musée de Suisse situé dans la ville vaudoise de Lausanne et consacré aux sciences naturelles.

## Histoire

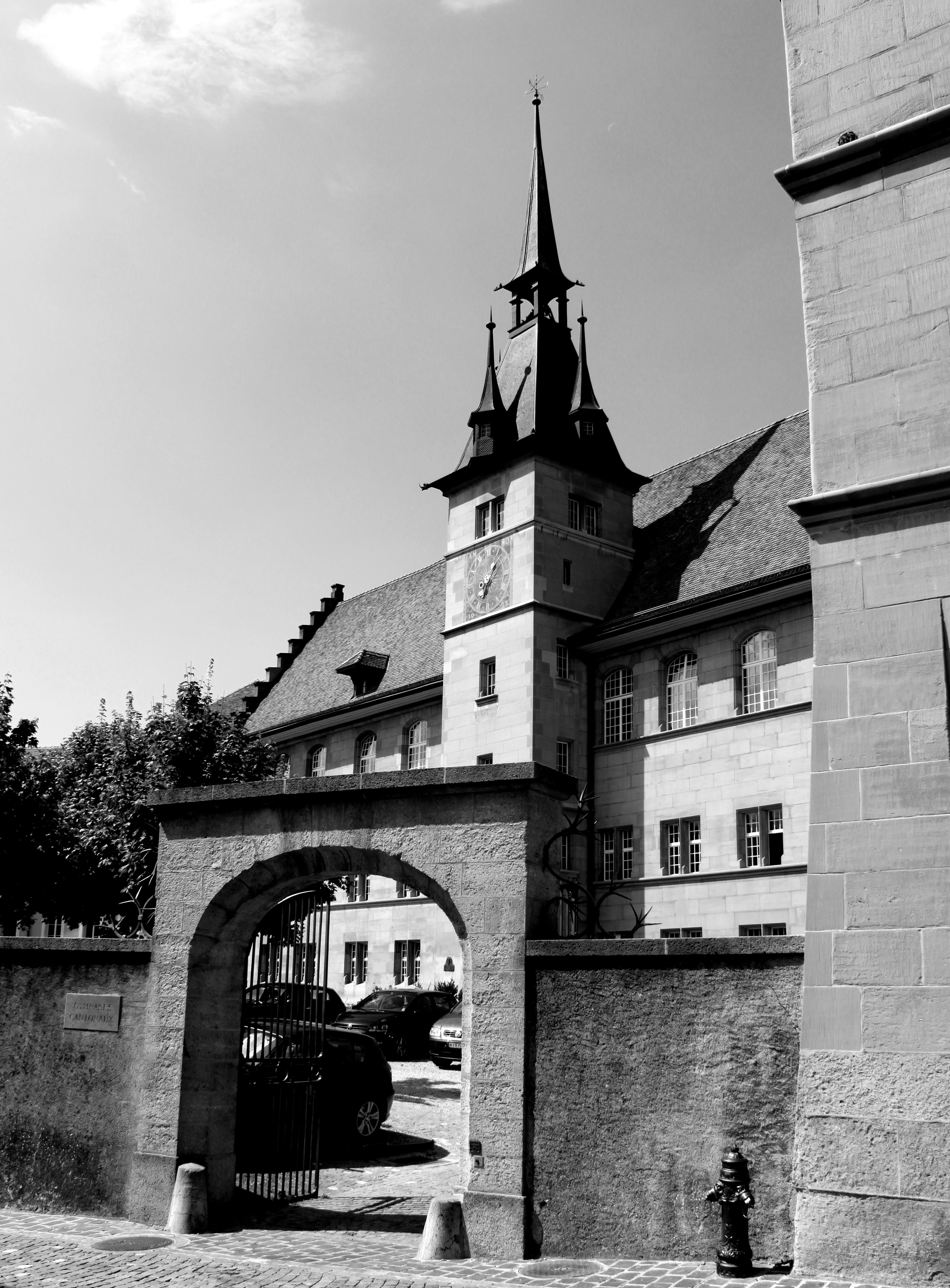
Lausanne, Ancienne Académie 5

Créé en 1818, le Musée cantonal réunissait les premières pièces patrimoniales du canton de Vaud. Il rassemblait, pour la zoologie, des collections anciennes mentionnées dans un manuscrit de 1779 : 678 coquilles, 377 pétrifications, 239 oiseaux étrangers et indigènes, une petite collection de serpents du Surinam et quelques quadrupèdes à l’eau-de-vie. Ce n’est qu’en 1833, avec l’acquisition de la collection de Daniel-Alexandre Chavannes, que les collections zoologiques se sont développées. Depuis lors, elles ont occupé deux, puis trois salles de l'Ancienne Académie, jusqu’à leur transfert en 1909 au Palais de Rumine nouvellement construit (1906). Depuis lors, structures, outils et techniques ont évolué, mais le département garde une muséographie à l'ancienne, en particulier les animaux exposés dans les vitrines de l'aile sud, qui datent du XIXe siècle.

## Missions
- Acquérir, accepter en dépôt, conserver et préparer les collections
- Étudier les collections et publier les résultats scientifiques de ces études
- Gérer une bibliothèque spécialisée
- Faire connaître les collections auprès de la population et assurer le rayonnement de l’institution sur le plan national et international

## Expositions

### Exposition permanente
La plus importante en termes de surface et d'animaux exposés, cette exposition présente de manière systématique les principaux groupes d'animaux vertébrés. Plusieurs pièces sont rares, comme le requin blanc, le plus grand spécimen naturalisé visible au monde, l'ours blanc, l'orignal, la girafe ou le buffle.

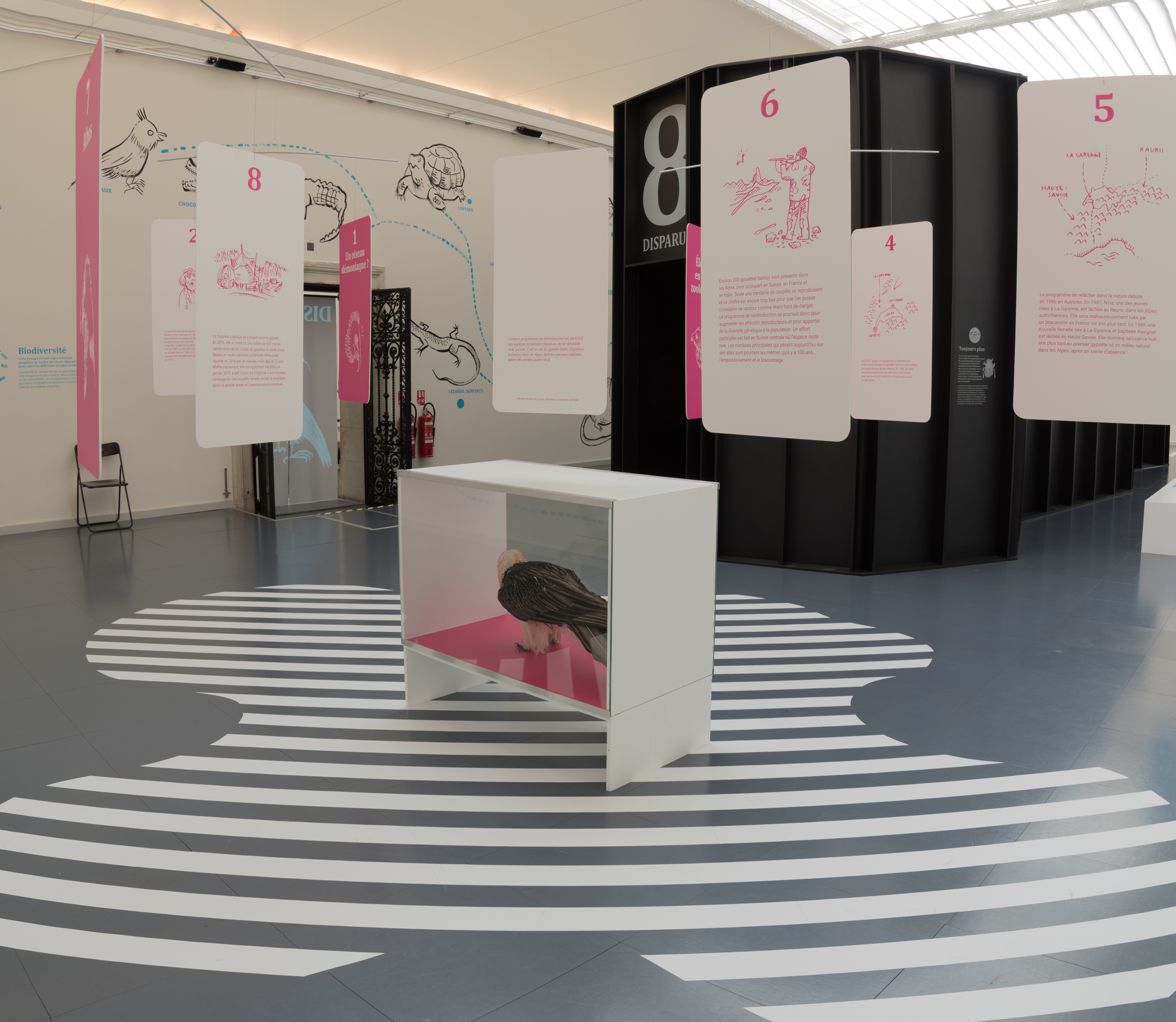
Exposition Disparus

Depuis le 12 avril 2019, une salle est consacrée aux animaux disparus. La petite collection d'animaux disparus du musée y est présentée, entourée par des modules qui présentent des aspects particuliers : grandes extinctions, programmes de réintroduction, rôle de l'homme, arbre phylogénétique, etc.

#### Salle d'anatomie comparée
Destiné à l'enseignement universitaire, ce "musée du musée" a subi peu de modifications depuis le XIXe siècle : il est constitué de rangées de bocaux, de squelettes et de monstres à deux têtes. Une exposition sur les invertébrés complète la présentation.

### Expositions temporaires
- 2019-2020 : Rhinocéros féroce ?, une exposition qui mélange les rhinocéros récemment restaurés du musée et l’œuvre de l'auteur d'art brut Gaston Dufour
- 2016-2017 : Parasites! L'exposition qui démange. De la tique au ver solitaire, en passant par la malaria : une expo sur l'univers des parasites
- 2016 : Carapaces et Sortilèges, sculptures de François Chapelain-Midy. Sculptures géantes d'insectes, mises en regard de spécimens issus des collections du musée et qui ont servi de modèle au sculpteur.
- 2015-2016 : Aqualogue, une expo sur les insectes aquatiques et leur rôle de bio-indicateurs
- 2014-2015 : De A à SEXE(S) ou tout ce que vous avez toujours voulu savoir sur le sexe et la reproduction
- 2013-2014 : Bêtes En Stock ou comment conserve-t-on les animaux dans un musée ?
- 2012-2013 : Reflets, le rôle de la photographie au musée
- 2012 : Made in utero, la naissance de la vie
- 2011 : Gare aux coquilles, sur les collections de coquillages
- 2009 : Oh My God, sur la théorie de l'évolution, en collaboration avec les musées cantonaux de botanique et de géologie
- 2007 : Peinture en bocal/Bocal de peinture, exposition des œuvres de Stéphane Belzère[4] en regard des bocaux anatomiques du musée de zoologie
- 2007 : Tortues, qui mélangeait fossiles, statuettes, gravures, carapaces et préparations anatomiques.
- 1996 : Zoofolie, présentant les œuvres du sculpteur français Jean Fontaine[5].

## Collections

### Invertébrés

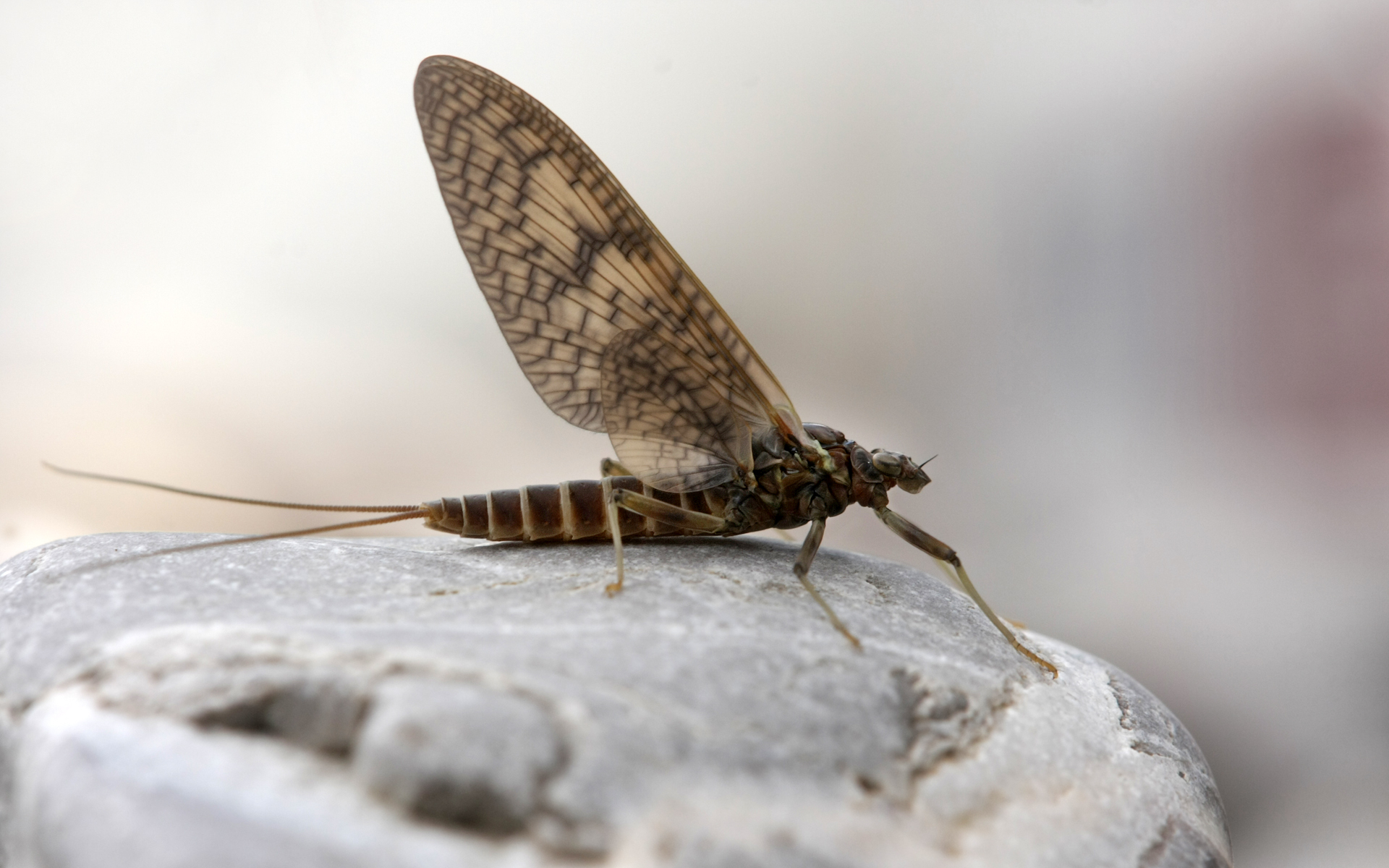
L'une des nombreuses espèces d'éphémère (macrophoto).

Les collections d’invertébrés du musée de zoologie comptent plus de 2 millions de spécimens, essentiellement des insectes et des mollusques. Elles sont constituées par les apports de scientifiques internes ou externes au musée et par des dons et des achats de collections privées.
Les collections entomologiques regroupent des spécimens de Suisse, d’Europe et d'ailleurs de presque tous les ordres. Quelques groupes sont particulièrement bien représentés car liés aux thèmes de recherche actuels et passés du musée : Éphéméroptères, Plécoptères, Trichoptères, Hyménoptères (Symphytes, Sphecidae, Formicidae), Diptères (Syrphidae, Chironomidae, Culicidae).

### Vertébrés
Les collections de vertébrés comptent environ 25 000 pièces. Il s'agit d'une collection de mammifères, d'oiseaux, de reptiles ou de poissons, conservés en peau, en alcool ou montés pour être exposés.

### Accueil de collections privées

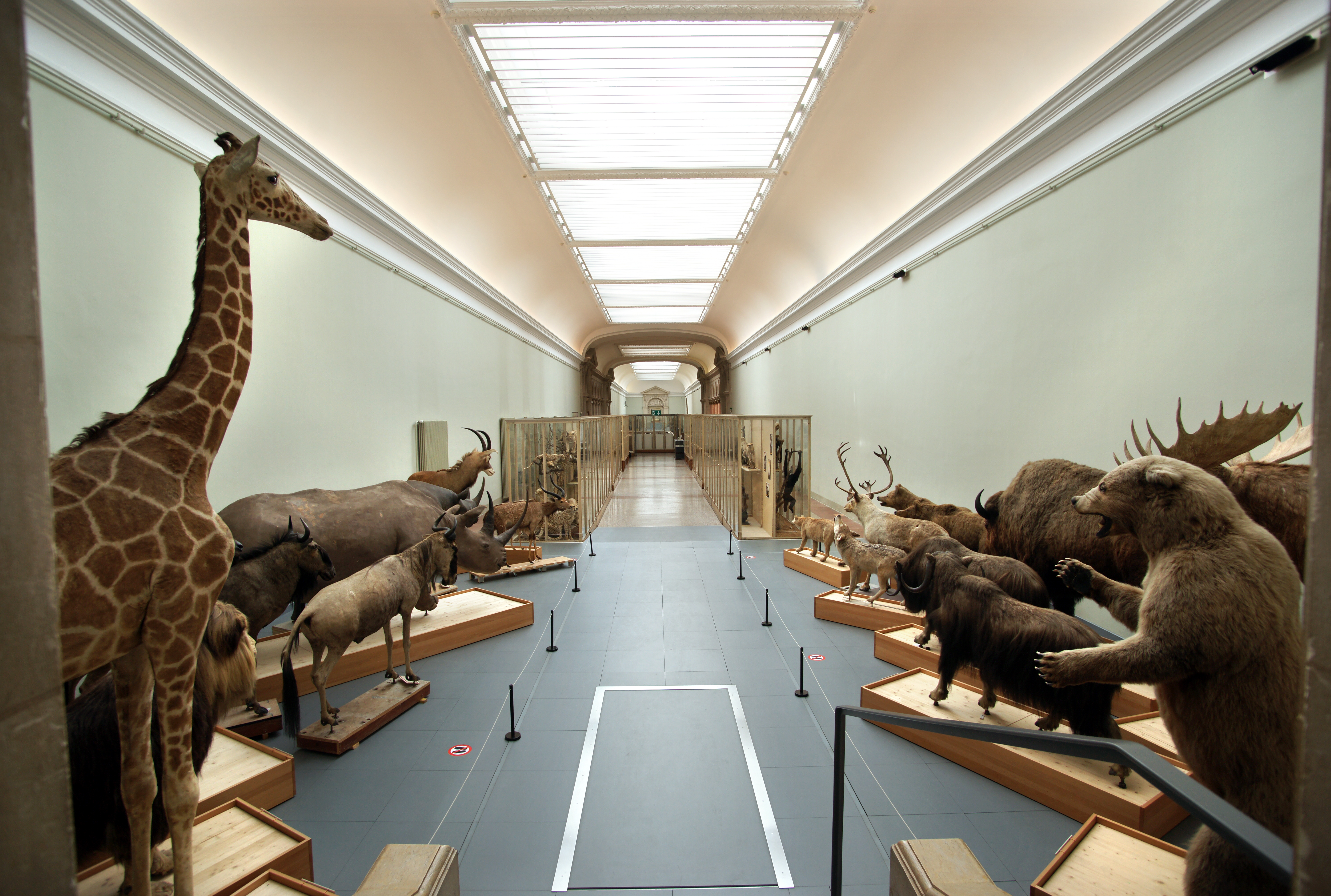
Le musée

#### Collection Heuvelmans
Bernard Heuvelmans, zoologue passionné de cryptozoologie et grand ami d'Hergé, dont il a inspiré le yéti de Tintin au Tibet, a fait don en 2001 de l'entier de sa collection au musée de zoologie. Celle-ci comprend plusieurs centaines d'ouvrages et d'illustrations, un large fonds iconographique, et quelques objets cryptozoologiques comme un moulage de crâne de yéti ce qui en fait la plus grande collection de cryptozoologie du monde.

#### Collection Sermet
Albert Sermet, maraîcher yverdonnois, s'est passionné pour les insectes. Il a constitué une collection riche de plus de 300 cadres entomologiques contenant entre 30 000 et 40 000 coléoptères et plus de 3 000 papillons.

#### Collection Vollmar
Directeur du WWF International de 1962 à 1977, Fritz Vollmar (de) a visité 30 pays et 150 parcs nationaux. Il en a ramené plus de 42 000 photographies qui ont été léguées au musée de zoologie.

#### Collection Rochat
James Rochat , ancien directeur des écoles de Rolle et entomologiste amateur passionné, a constitué au cours de 60 ans de travail une collection privée de papillons (Lépidoptères) et de scarabées (Coléoptères) du monde entier : 750 cadres à insectes renfermant plus de 100 000 spécimens sont conservés au musée de zoologie.

#### Collection de micromammifères de l'UNIL
Professeur à l'Université de Lausanne de 1973 à 2007, Peter Vogel a significativement orienté les travaux de recherches zoologiques vers l'étude des micromammifères en général et des musaraignes en particulier. Les collections accumulées pendant 35 ans ont rejoint les collections de vertébrés du musée de zoologie en 2011.

### Conservation et acquisitions

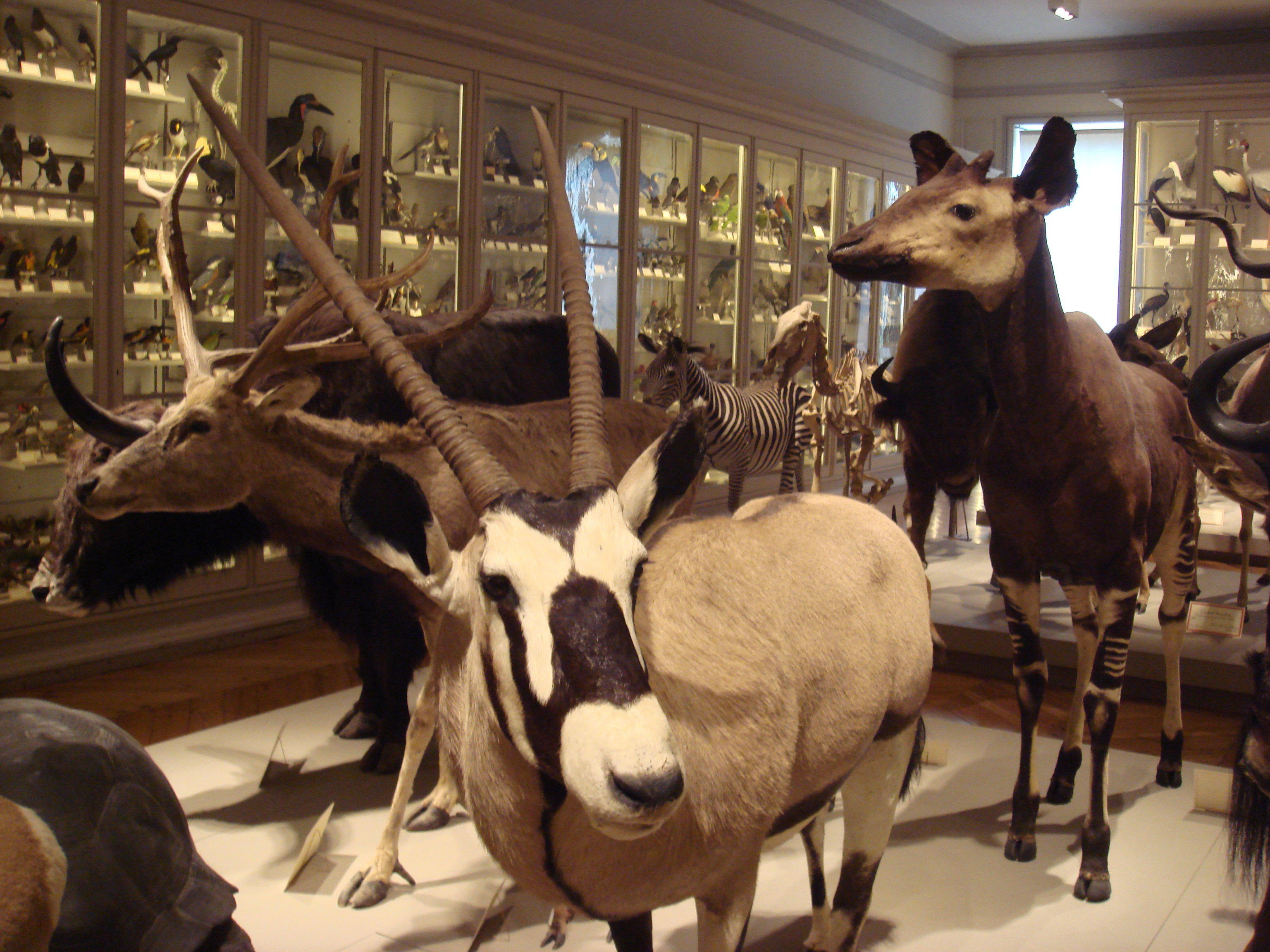
Animaux empaillés et empilés

Aujourd'hui, on ne tue plus de vertébrés dans le seul but de compléter une collection d'histoire naturelle. Les collections s'enrichissent grâce à des animaux trouvés morts et rapportés au musée ou recueillis dans des zoos ou centres de soin. Tout aussi important que l'animal lui-même, son origine et sa date de capture sont de précieuses informations, représentatives d'une biodiversité historique. Le patrimoine scientifique est constitué de la pièce et des données y relatives. La pièce fournit des informations morphologiques - taille, envergure, couleur, etc - mais également génétiques. À partir de plumes, de poils ou d'os, il est parfois possible de reconstruire les parentés entre individus, grâce aux collections des musées.